# Lászlófalva (Horvátország)
Lászlófalva (horvátul: Ostrovo, szerbül: Острово) falu Horvátországban, Vukovár-Szerém megyében. Közigazgatásilag Márkusfalvához tartozik.

## Fekvése
Vukovártól légvonalban 16, közúton 20 km-re nyugatra, községközpontjától 7 km-re délkeletre, a Nyugat-Szerémségben, az Eszék–Vinkovci vasútvonal mentén, a Vuka (Valkó) jobb partján fekszik. Vasútállomása van.

## Története
Žankovac és Henrikovci ókori régészeti lelőhelyeinek tanúsága szerint területe már az ókorban lakott volt. A középkori Lászlófalvát 1381-ben „Lazlofalua” alakban említik először a bácsi káptalan által kiállított oklevélben, melyben Monostori Berzéthe Miklós fia Miklós átengedi Garai Miklós nádornak monostori birtokának egy részét. Közelében egy szigeten álltak Osztró vár romjai. Róla kapta mai szerb és horvát nevét a település.
A település 1536 körül került török kézre és 150 évi török uralom után 1687-ben szabadult fel. Már a török uralom alatt 15 szerb család élt itt, akik valószínűleg Boszniából vándoroltak be az elhagyott településre. 1697-től Boszniából, Macsóból és Baranyából újabb szerb családok települtek le. 1733-ban egy fából épített, sárral tapasztott és náddal fedett templom állt a faluban. Harangtornya négy tölgyfaoszlopon nyugodott és cseréppel fedték be. A templomot Urunk mennybemenetele tiszteletére szentelték. A lakosság számának növekedése miatt 1747 és 1752 között új, falazott templomot építettek Keresztelő János születése tiszteletére, mely ma is áll.
Az első katonai felmérés térképén „Ostrovo” néven található. Lipszky János 1808-ban Budán kiadott repertóriumában „Osztrovo” néven szerepel. Nagy Lajos 1829-ben kiadott művében „Osztrovo” néven 96 házzal, 3 katolikus és 694 pravoszláv vallású lakossal találjuk.
A településnek 1857-ben 629, 1910-ben 746 lakosa volt. Szerém vármegye Vukovári járásához tartozott. Az 1910-es népszámlálás adatai szerint lakosságának 86%-a szerb, 8%-a német, 5%-a horvát, 1%-a magyar anyanyelvű volt. A település az első világháború után az új szerb-horvát-szlovén állam, majd később (1929-ben) Jugoszlávia része lett. A második világháború végén a német lakosság nagy része elmenekült a partizánok elől. 1991-ben lakosságának 85%-a szerb, 8%-a horvát, 4%-a jugoszláv nemzetiségű volt. 1991-től a független Horvátország része. A településnek 2011-ben 612 lakosa volt.

## Népessége
| Lakosság változása | Lakosság változása | Lakosság változása | Lakosság változása | Lakosság változása | Lakosság változása | Lakosság változása | Lakosság változása | Lakosság változása | Lakosság változása | Lakosság változása | Lakosság változása | Lakosság változása | Lakosság változása | Lakosság változása | Lakosság változása |
| ------------------ | ------------------ | ------------------ | ------------------ | ------------------ | ------------------ | ------------------ | ------------------ | ------------------ | ------------------ | ------------------ | ------------------ | ------------------ | ------------------ | ------------------ | ------------------ |
| 1857               | 1869               | 1880               | 1890               | 1900               | 1910               | 1921               | 1931               | 1948               | 1953               | 1961               | 1971               | 1981               | 1991               | 2001               | 2011               |
| 629                | 702                | 678                | 739                | 771                | 746                | 731                | 897                | 762                | 849                | 924                | 1.040              | 938                | 884                | 760                | 612                |

## Gazdaság
A településen hagyományosan a mezőgazdaság és az állattartás képezi a megélhetés alapját.

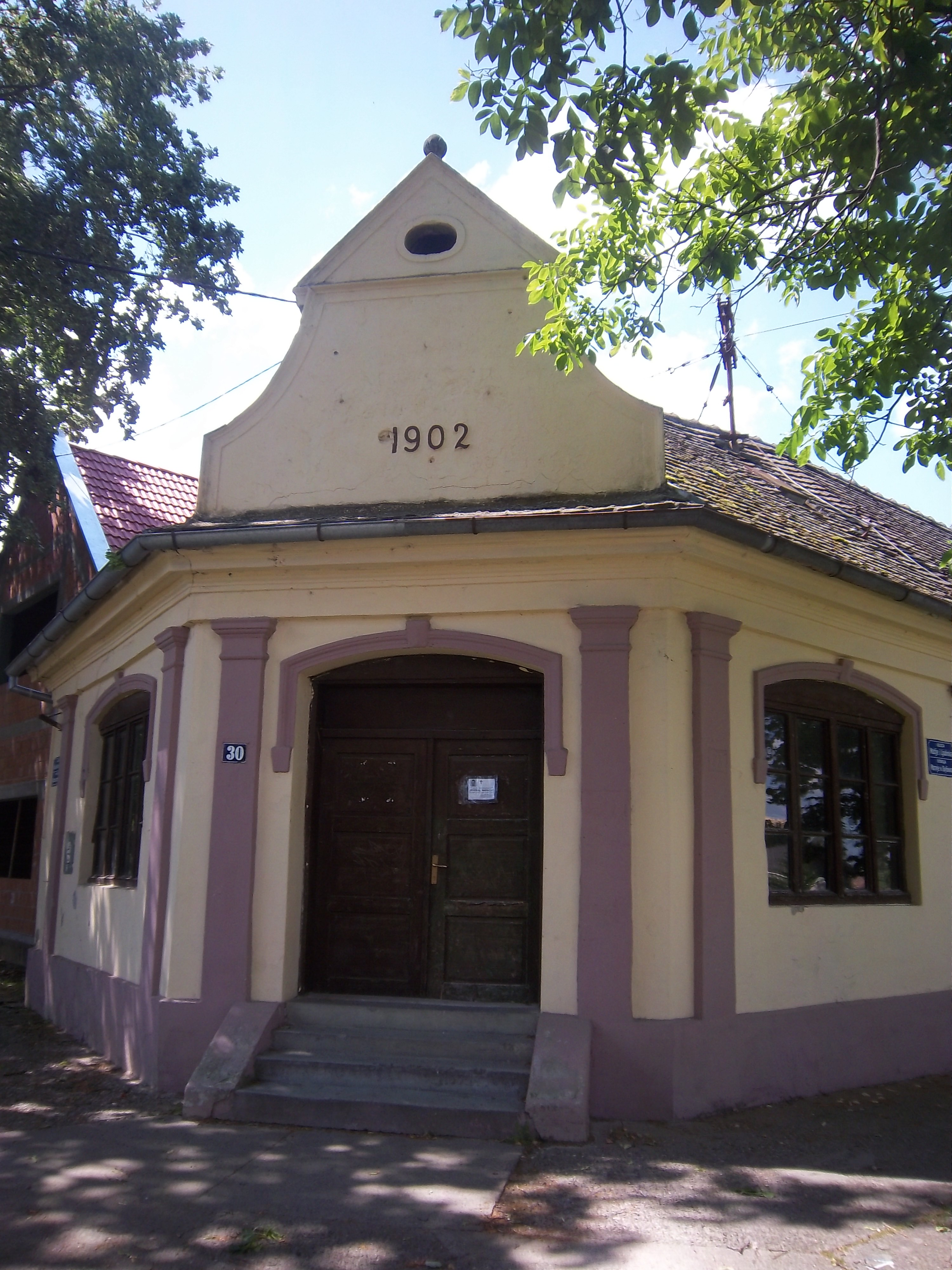
A régi faluház épülete

## Nevezetességei
Keresztelő János születése tiszteletére szentelt pravoszláv temploma 1747 és 1752 között épült. Felszentelését 1752. június 18-án végezte Partenije Pavlović ortodox püspök. A templomnak története során három ikonosztáza is volt: Az elsőt a 19. század elején festette Mihajlo Popović, majd 1841-ben új ikonosztáz készült, mely Đorđe Diklić munkája volt, melyet végül Luka Aleksijević újvidéki műhelyében újítottak meg. A templomot 1899-ben, 1934-ben, 1984-ben, végül pedig 2005-ben újították fel. A parókia épülete 1910-ben készült el. A horvátországi háború során a templom súlyosan megsérült. Az egyházi sematizmusban azt írják, hogy a hajó tetőszerkezete megsemmisült, a tornyot két gránát találta el, az apszis feletti tető koszorúja és a templom belseje is megsérült. A háború után helyreállították.
Védett műemlék a Kolodvorska utca 30. szám alatti épület. Az 1902-ben épített földszintes sarokház két szárnya mindkét utca építési vonalán helyezkedik el. Egyike azon kevés épületeknek, amelyek a hagyományos népi építkezés idejéből fennmaradtak. Külső képéből kiemelkedik sarkon épített homlokzat a dupla faajtóival, és a fölötte lévő kis oromzattal, amelyre az építés éve van felírva. Az épület egyik szárnya, mely két szobával rendelkezik teljesen megmaradt az eredeti állapotában. Az egyik szoba a bejárati ajtó mellett van. Az épület másik szárnyát alkotó helyiséget a horvátországi háború harcaiban lerombolták. Az épület téglából épült, mésszel van vakolva és két színnel van színezve, az ablakok körül dekoratív díszítéssel.

## Kultúra
A KUD „Ostrovo” szerb kulturális és művészeti egyesületet 1972-ben alapították. Az egyesület minden évben megrendezi a „Ostrovo u srcu“ szerb folklórfesztivált, melyre mindig más vendégeket hívnak meg. A művészeti program előtt felvonulást tartanak a falu utcáin.

## Oktatás
A településen a márkusfalvi általános iskola területi iskolája működik.

## Sport
- NK „Obilić” Ostrovo labdarúgóklub. A klubot 1932-ben alapították. A csapat a megyei 3. ligában szerepel.
- ŠRD „Vučica” Ostrovo sporthorgász egyesület.

## Egyesületek
- DVD Ostrovo önkéntes tűzoltó egyesület.
- LD „Jelen” Ostrovo vadásztársaság.